# Brunkebergsgatan

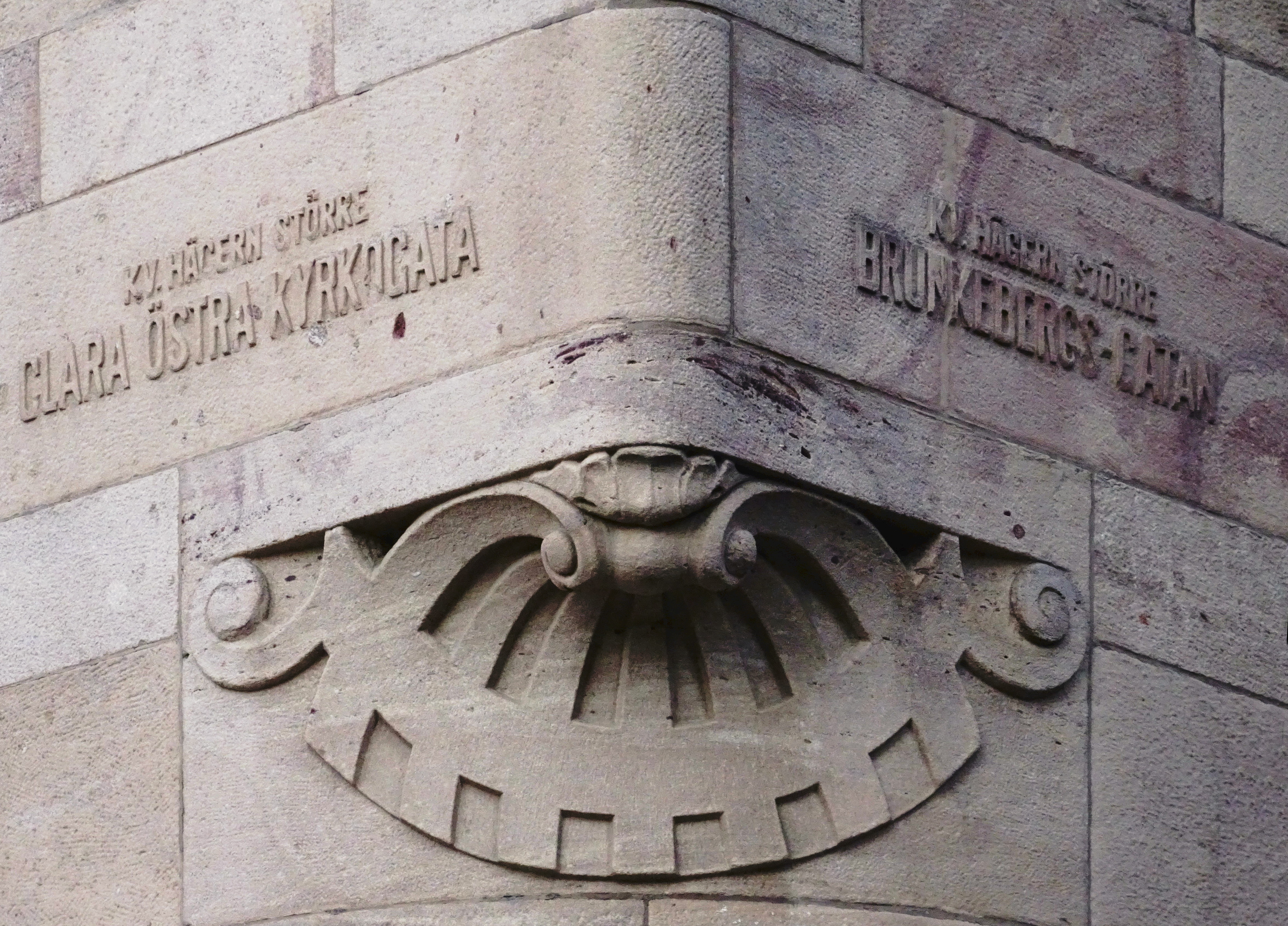
Klara församlingshusets hörn Klara östra kyrkogata / Brunkebergsgatan.

Brunkebergsgatan är en gata på Norrmalm i Stockholm. Gatan fick sitt nuvarande namn i samband med Stockholms gatunamnsreformen 1885.

## Historik

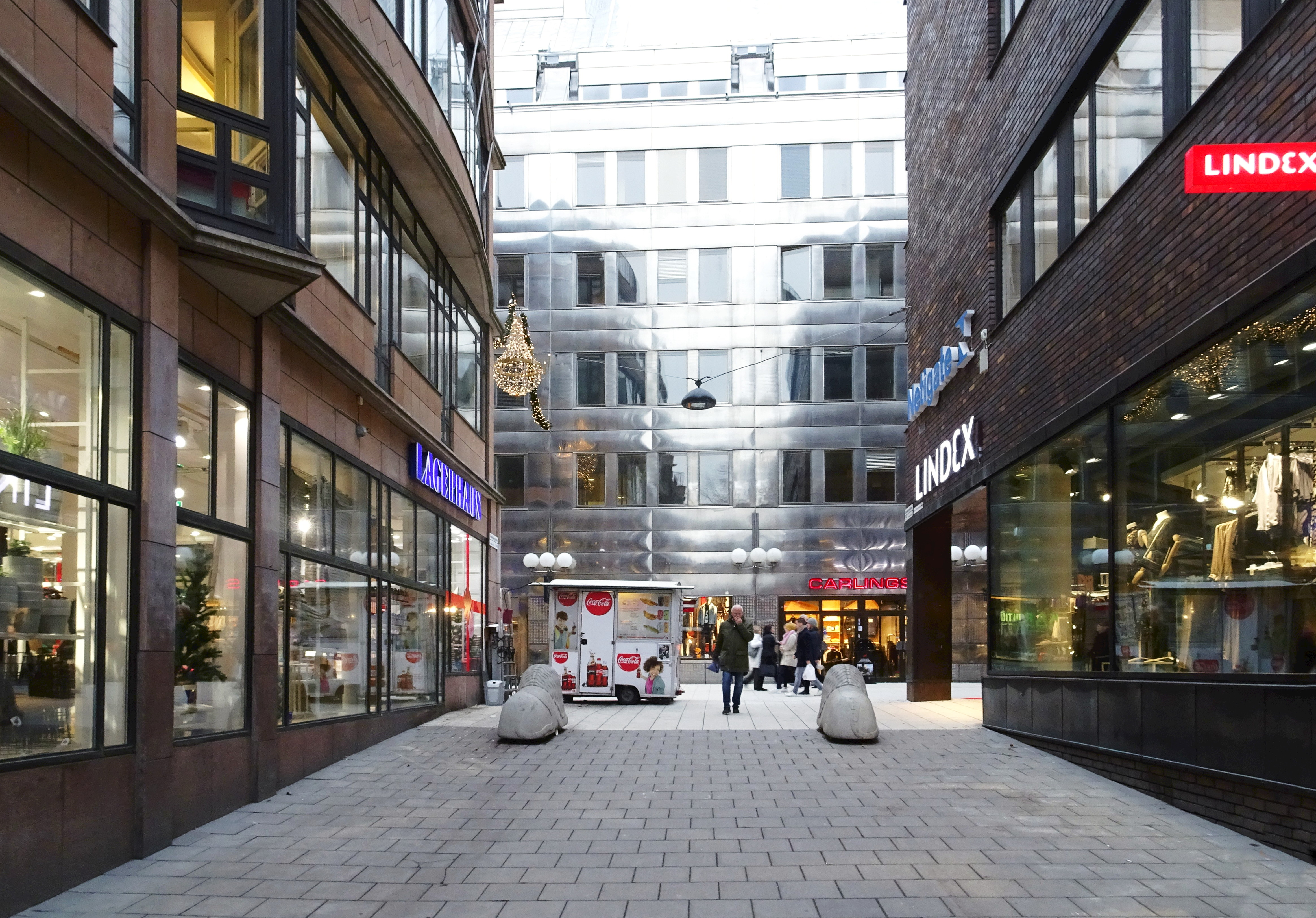
Brunkebergsgatan österut 2019, Kulturhusets byggnadskomplex i fonden, Klarahuset t.v. och Sparbankernas hus t.h.

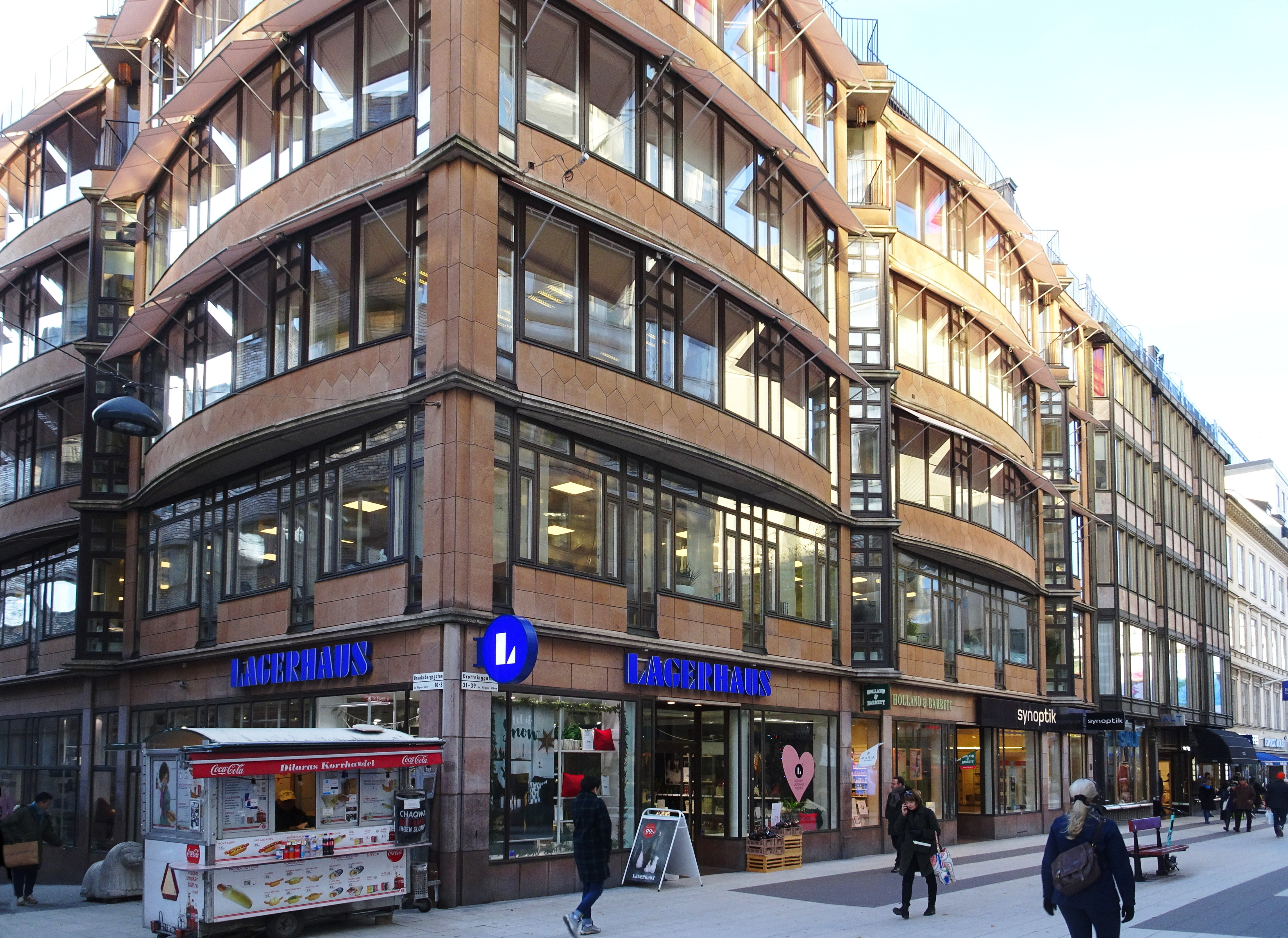
Klarahuset med Brunkebergsgatan till vänster och Drottninggatan till höger, 2019.

Namnet är belagt i källor från 1600- och 1700-talen och kommer från Brunkebergsåsen där gatan ursprunglig hade sin början. Genom Norrmalmsregleringen blev den betydligt kortare på 1960-talet och sträcker sig numera mellan Drottninggatan i öster och Klara östra kyrkogata i väster. 
Innan gatan fick sitt nuvarande namn hette den också Odensgatan (1885), Odhens gataon (1649) och Odensgrend (1648). Gatan kallades på 1700-talet även Krukmakargränden, troligen efter en krukmakare vid namn Hans Henrik Schöning, som ägde en tomt vid gatan.
Den västra, numera försvunna delen av Brunkebergsgatan upptas sedan början av 1970-talet av Kulturhusets byggnadskomplex.

## Byggnader vid gatan

### Hägern större
I kvarteret Hägern större, som ligger vid gatans norra sida mellan Drottninggatan och Klara östra kyrkogata, uppfördes på 1680-talet det Lidemanska palatset. Palatset revs 1907 och i kvarterets västra del byggdes Klara församlingshus (arkitekt Georg Ringström) och på östra delen, mot Drottninggatan, restes ett nytt kontors- och affärshus (arkitekt Adolf Emil Melander). Bland hyresgästerna fanns IBM som här hade sitt Stockholmskontor 1938–1979. Melanders byggnad revs i slutet av 1980-talet för att ge plats åt Klarahuset (arkitekt Carl Nyrén). Både Klara församlingshus och Klarahuset är blåmärkta av Stadsmuseet i Stockholm vilket innebär att den utgör "synnerligen höga kulturhistoriska värden".

### Hägern mindre
I kvarteret Hägern mindre, som ligger vid gatans södra sida låg Wredeska palatset uppfört på 1690-talet, troligen med Kungliga rådet Fabian Wrede som byggherre. Palatset revs i samband med Norrmalmsregleringen. Åren 1967-1978 uppfördes här Sparbankernas hus, efter ritningar av Boijsen & Efvergren arkitektkontor. Byggnaden är grönmärkt av Stadsmuseet i Stockholm vilket innebär att den bedöms vara "särskilt värdefull från historisk, kulturhistorisk, miljömässig eller konstnärlig synpunkt".